# Haricot azuki
Vigna angularis
Pour les articles homonymes, voir haricot (homonymie).
Espèce
Classification phylogénétique
Le haricot azuki (japonais, アズキ (azuki), aussi écrit adzuki ou aduki, chinois : 小豆 ; pinyin : xiǎodòu ou 赤豆, chìdòu ou 红豆 / 紅豆, hóngdòu) ou  haricot rouge du Japon, parfois appelé à tort soja rouge (Vigna angularis), est une espèce de plantes à fleurs de la famille des légumineuses (Fabaceae). C'est une plante annuelle grimpante largement cultivée en Asie orientale pour ses graines comestibles. Il en existe différentes variétés de couleurs variées.
Originaire de l'Himalaya et domestiqué en Asie avant l'an 1000 av. J.-C., c'est l'une des espèces de haricots rouges les plus appréciées et les plus consommées, tant en cuisine qu'en pâtisserie asiatique.

## Noms vernaculaires
Le nom azuki est la translittération en lettres romaines de la lecture japonaise du caractère chinois d'origine. Il peut aussi être lu en On'Yomi shōzu (小豆), « petit haricot », par opposition au « grand haricot » daizu (大豆), qui désigne le soja).
En Chine, le nom correspondant (chinois : 小豆; pinyin : xiǎodòu, « petit haricot ») est encore utilisé dans les domaines botanique et agricole.  Toutefois, en chinois courant, le terme le plus utilisé aujourd'hui est hongdou (红豆; hóngdòu), qui signifie « haricot rouge » ou « pois rouge », la plupart des variétés chinoises ayant des graines rouges. Cette expression de « haricot rouge » peut cependant entraîner quelque confusion, hors du contexte asiatique, car il existe d'autres espèces de haricots rouges dans le monde. Ce terme de hongdou, sert également à désigner en chinois, abrus precatorius (abrus à chapelet).
Le nom coréen est pat (hangeul : 팥).
Le nom vietnamien est đậu đỏ (forme sino-vietnamienne : 逗𧹼, littéralement pois (đậu) rouge (đỏ)).

## Description de l'espèce

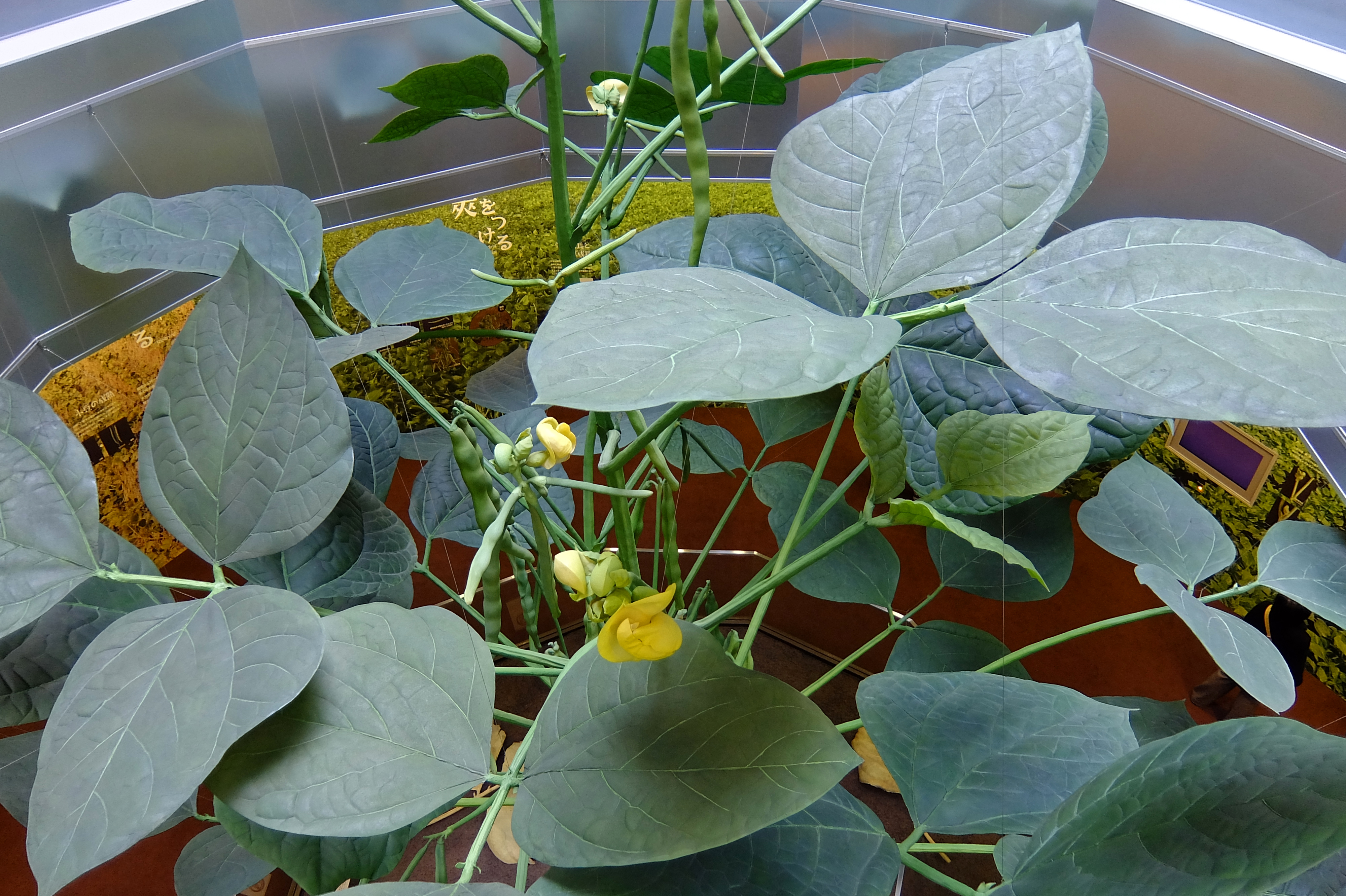
Aspect d'un pied de haricot rouge du Japon (Vigna angularis).

Les variétés les plus communes dans le nord-est de l'Asie ont des graines uniformément rouges, mais il en existe à graines blanches, noires, grises ou tachetées de diverses couleurs.

## Histoire
Des études génétiques montrent que la première domestication du haricot azuki s'est produite dans l'Himalaya. Il est cultivé en Chine et en Corée depuis l'an 1000 av. J.-C. Importé par la suite au Japon, il y est actuellement la légumineuse la plus populaire après le soja. La plus ancienne trace écrite de ce haricot au Japon date du VIIIe siècle, après l'arrivée de l'écriture et de l'imprimerie chinoises.

## Utilisation
Dans les cuisines chinoise, vietnamienne, japonaise et coréenne, les haricots azuki sont presque toujours consommés sucrés, bouillis avec du sucre, et consommés tels quels ou pétris pour donner une pâte plus ou moins consistante. C'est un ingrédient très couramment utilisé dans ces quatre cuisines.
La pâte d'azuki est utilisée dans différentes recettes chinoises, telles que tangyuan, zongzi, yuèbĭng, baozi.
Elle est aussi consommée telle quelle, comme une pâte de fruits confits de grande finesse de goût : yōkan japonais, ou détaillée en cubes dans des entremets avec de la gelée d'agar-agar comme l'an-mitsu) et surtout pour fourrer de nombreux gâteaux japonais tels que dorayaki ou taiyaki (gaufres), manjū (brioches fourrées cuites à la vapeur), mochi (gâteaux de riz gluant), daifuku, etc.
Une version plus liquide, où les azuki sont bouillis avec du sucre, des graines de lotus et des zestes d'orange, permet de préparer un plat sucré appelé « soupe d'azuki ».
Les haricots azuki sont aussi couramment consommés sous forme de graines germées ou infusés dans l'eau chaude.
Au Japon, le riz cuit en mélange avec des haricots azuki (赤飯, sekihan) est traditionnellement préparé pour les repas de fêtes, le mariage de rouge et de blanc étant le symbole du pays (drapeau) mais aussi de l'opulence.
La purée d'azuki sert également à préparer l'amanattō, et pour fourrer certaines crèmes glacées.
Les haricots azuki sont aussi utilisés sous forme de poudre qui, mélangée à du thé, du sirop ou du lait de soja, entre dans la confection de boissons telles que le bubble tea d'origine taïwanaise, ou la red bean ice hongkongaise

## Effets sur la santé
En tant qu'herbe médicinale, une tradition depuis la dynastie Tang en Chine veut que le haricot azuki permette de contrôler son poids et de maintenir sa santé. Des études récentes essaient de confirmer ces suppositions :
- une étude sur des souris a démontré l'augmentation de la lipolyse, la réduction dans le sang des triglycérides, du cholestérol total et LDL, et des graisses du foie[2] ;
- dans une étude in vitro sur l'effet antioxydant des légumes, le haricot azuki a montré le plus fort effet antiprolifération sur les cancers digestifs, ovariens, et du sein[3] ;
- une étude contrôlée sur 120 patients diabétiques (type 2) a montré qu'un régime avec de l'azuki rouge extrudé avait le même effet hypoglycémiant que le régime traditionnel à bas index glycémique, et un effet anti-inflammatoire supérieur[4].

## Composition et qualité
Le haricot azuki est une source importante en acides gras, fibres, minéraux et protéines. En moyenne il contient 24,5 % de protéines, et il est très riche en glucides. C'est également une source riche en acides aminés dit essentiels (non produits par l'organisme), la plante possédant neuf acides aminés essentiels.

## Culture
Le rendement du haricot azuki est sensible à différents facteurs. Tout d’abord aux quantités de phosphates, soufre et azote dans le sols  qui sont essentiels. Et à d’autres éléments que l’on peut considérer pour optimiser le rendement : K, Zn, Mo et B. Des recherches ont pu déterminer la composition optimale du sol, pour laquelle la  plante a le rendement le plus important : 57,23–68,43 kg/ha N, 36,04–47,32 kg/ha P2O5 et 50,29–61,27 kg/ha K2O. La température peut empêcher le développement de la plante si elle se maintient en dessous de 10 °C.
La meilleure façon de semer le haricot est de le semer en rangs étroits et d’espacer chaque rang de 30 cm. La plante doit ensuite être arrosée. Le rendement est très sensible au facteur de l’eau. En effet, la plante est très sensible au stress hydrique qui peut entraîner un avortement de la fleur et donc une production de graines très faible voire nulle. De plus, la terre ne doit pas se retrouver saturée en eau car cela peut entraîner une faible croissance du Haricot et une faible nodulation.
Une culture multiple peut également se montrer intéressante. Il y a deux systèmes très répandus, la culture double riz-azuki ou maïs-azuki. Les légumineuses ont en effet une grande capacité à fixer l'azote atmosphérique grâce au rhizobium. Cette capacité représente un atout économique et environnemental, permettant de réduire les intrants et d’aider l'enrichissement du sol pour d’autres plantes.